# Memòria de traducció
Una memòria de traducció, coneguda amb les sigles MT o TM (translation memory en anglès), és un magatzem de textos originals en una llengua alineats amb la seua traducció en una altra llengua o altres llengües. Aquesta definició de memòries de traducció coincideix literalment amb una de les definicions més acceptades de corpus lingüístic de tipus paral·lel (Baker, 1995). Per això es pot dir que les memòries de traducció són corpus paral·lels.
Així, les memòries de traducció o els corpus paral·lels es componen de textos originals o llengua original i el text traduït en la llengua d'arribada. Aquests textos a més estan alineats per unitats de traducció o segments. Les unitats de traducció que s'emmagatzemen juntament amb els seus equivalents es defineixen de forma variable sent la segmentació després d'un signe de puntuació que marca el final de la frase (., ?, !, :, ...) o un salt de paràgraf les més freqüents ofertes per defecte a l'entorn dels sistemes de traducció assistida.
La principal funció de les memòries de traducció és extreure suggeriments traductològiques totals o parcials d'una frase i concordances per a termes. Durant la traducció, es busquen en la base de dades de la MT segments de l'idioma d'origen. Si la MT posseeix un segment en l'idioma d'origen que coincideix exactament, aquest segment es mostrarà en la part de MT de la finestra, juntament amb la seua traducció i la informació addicional guardada amb el segment en la base de dades. El grau de similitud és del 100%.
Si la MT conté només un segment que no és idèntic, sinó simplement similar al segment d'origen, aquest segment també es mostrarà juntament amb la seua traducció i el grau de similitud calculat pel sistema MT. Un segment no exacte és anomenat «fuzzy match» (coincidència parcial) en tots els sistemes de MT.
El límit del grau de similitud acceptable per al traductor es pot adaptar en tots els sistemes de MT.
El contingut d'aquests recursos lingüístics paral·lels és fonamental, però també és crucial el motor de recerca que permet explorar una gran quantitat de text i identificar patrons lingüístics i terminològics comuns. Per tant, si el contingut de les memòries i si el seu sistema d'indexació ofereix bons resultats, aquestes memòries es converteixen en el millor instrument de treball del mediador lingüístic.
En aquesta línia Abaitua (2002) afirma que els corpus paral·lels són una alternativa als diccionaris com a font única d'informació i, com ja hem dit, per definició les memòries de traducció constitueixen textos paral·lels.
El magatzem de traduccions, és a dir, el corpus paral·lel, va creixent en funció del volum i freqüència d'alimentació de les memòries de traducció i aquestes es creen durant la validació de les unitats de traducció durant el procés de traducció a l'entorn de la traducció assistida.
Una altra de les tècniques per a la generació de memòries de traducció és mitjançant l'alineació de textos traduïts i, per tant, equivalents. L'alineació es du a terme amb eines específiques per a això, conegudes com a alineadors.
Molt freqüentment s'utilitza el terme de memòries de traducció per identificar els sistemes de Traducció assistida per ordinador, també coneguts com a "CAT-TOOLS", que són programes informàtics dissenyats per ajudar els traductors professionals.
Les memòries de traducció han estat fonamentals per al sorgiment de la indústria del llenguatge a escala global.

## Ús de les memòries de traducció
Un traductor proporciona en primera instància un text font (el text a traduir) a la memòria de traducció. El programa analitzarà el text intentant trobar en la seua base de dades pars de segments en els quals el text coincideixi amb uns altres prèviament traduïts. El programa presenta al traductor qualsevol coincidència perquè la revisi. El traductor pot acceptar la proposta, rebutjar-la o modificar-la i usar aquesta versió modificada. És aquest cas, la versió modificada s'emmagatzema en la base de dades.
Alguns sistemes de memòries de traducció només busquen coincidències del 100%, és a dir, absolutament coincidents. Uns altres utilitzen algorismes de coincidències per obtenir segments semblants.
Els segments en els quals no troben coincidències hauran de ser traduïts manualment. El resultat s'emmagatzemarà en la base de dades per ser usat pel programa en posteriors sessions. Els traductors de memòria treballen millor en textos repetitius com els manuals tècnics. També són útils per fer traduccions incrementals de documents prèviament traduïts. Si un traductor de memòria s'usa de forma consistent durant un cert temps pot estalviar un treball considerable als traductors.

## Principals beneficis
Els gestors de traducció de memòria són adequats principalment per a la traducció de documentació tècnica i de documents que continguin vocabulari especialitzat. Els seus beneficis inclouen:
- Asseguren que el document és traduït íntegrament. (No s'accepten segments buits)
- Asseguren que els documents traduïts són consistents, incloent definicions comunes, fraseologia i terminologia. Això és important quan diferents traductors treballen en el mateix document.
- Permeten als traductors treballar amb una àmplia varietat de formats sense haver de disposar de programari requerit per processar aquests formats.
- Acceleren el procés global de la traducció. ja que 'recorden' material prèviament traduït, els traductors només han de traduir-ho una vegada.

## Principals obstacles
- El concepte de memòria de traducció es basa en la premissa que les frases traduïdes poden ser 'reciclades'. No obstant això, un principi fonamental de la traducció és que s'ha de traduir el missatge contingut en el text, no les frases que ho componen.
- En l'actualitat els MT no disposen de filtres per a tots els formats de text existents.
- Hi ha una corba d'aprenentatge associada a l'ús dels gestors de MT i els programes han de ser personalitzats per a una major eficàcia.
- El manteniment de les bases de dades generades segueix sent un procés manual que requereix un treball constant. Les manques en aquest manteniment suposen una reducció del rendiment, la usabilitat i les prestacions de la MT.
- La qualitat del text emmagatzemat depén de l'eficàcia del traductor humà. Un error en un determinat segment es perpetuarà fins a la seua correcció apareixent en cada text traduït que s'inclogui el segment.
- Les MT fan sorgir certes semblances amb el món industrial, ja que faciliten l'explotació dels traductors humans reduint així la qualitat del producte final.

## Com usar una memòria de traducció per traduir una pàgina web
Una de les maneres més fàcils de fer una traducció de pàgines web és amb el programa Déjà Vu X (DVX), una de les memòries de traducció més eficaces del mercat. Punxant el següent link es pot veure una simulació de com fer la traducció d'una pàgina web amb la reutilització d'una memòria amb el programa DVX.
http://es.youtube.com/watch?v=vUeJ-Xo-PoU

## Les memòries de traducció compartides

### Què són les memòries de traducció compartides?
Les memòries de traducció compartides permeten a dos o més traductors traduir els arxius del mateix projecte en usar la mateixa memòria de traducció per recuperar els segments prèviament traduïts.
Les memòries poden compartir-se des d'un arxiu centralitzat de memòries gestionat per un dels proveïdors del client.
Quan el proveïdor 1 rep un treball de traducció haurà de descarregar tota la memòria. Haurà de realitzar les labors de preprocessat necessàries i analitzar el treball amb la memòria que ha descarregat. Quan el proveïdor 2 rep un encàrrec de traducció, repeteix aquesta mateixa operació.
En finalitzar els treballs, cal incloure les unitats de memòria noves o canviades en la memòria principal. Aquesta tasca serà responsabilitat exclusiva d'un dels proveïdors en qualitat de custodio de la memòria, o, si disposa dels recursos adients, del client.

### Raons per compartir les memòries
Les raons per les quals un client pot desitjar aquest sistema són:
- Reduir costos fent que ambdós proveïdors competeixin entre si en igualtat de condicions respecte a la memòria.
- Permetre que dos proveïdors especialitzats a àrees diferents (programari, llocs web, màrqueting) comparteixin continguts traduïbles.
- Diversificar riscos i evitar una dependència total d'un únic proveïdor.
- Tenir el control de la base de dades de les memòries.

Les raons per les quals un proveïdor pot preferir aquest sistema són:
- Tenir un avantatge comercial sobre altres proveïdors. Com custodio de la TM, el proveïdor utilitzarà la seua posició per aconseguir més treballs i relegar a altres proveïdors a un paper subsidiari.
- Demostrar la seua superioritat tècnica sobre altres proveïdors.

### Avantatges de l'ús compartit de memòries
Si es gestionen adequadament, les unitats de traducció (frases i expressions) creades i gestionades per un proveïdor poden ser utilitzades per un altre, amb la consegüent reducció de costos. A més, en centralitzar-se el recurs de memòria, desapareix la duplicació de despeses de manteniment de les memòries. Tot això redunda en la reducció dels costos d'ús de la memòria.
Existeix la percepció que si es comparteix la memòria en línia (o de qualsevol altra forma) el contingut es posa a lliure disposició de qui desitgi utilitzar-la, com en els processos d'authoring. No obstant això, cal indicar que les eines de memòria de traducció com Trados estan dissenyades per a l'ús diari per part de traductors professionals, el programari no està ideat per facilitar aquesta utilització per part del client.

### Problemes
Per utilitzar amb èxit les memòries de forma compartida cal solucionar una sèrie de problemes. Alguns són de fàcil solució, però uns altres constitueixen un repte important.

### Conclusions
Encara que la utilització compartida de memòries sembla positiva des del punt de vista del client per eliminar la dependència d'un sol proveïdor, en la pràctica aquesta dependència no està relacionada amb qui sigui el custodio de la memòria en un moment donat. Hi ha raons molt més poderoses per utilitzar un únic proveïdor per a un mateix tipus de continguts.
Quan diferents proveïdors tradueixen diferents tipus de contingut, llavors sí que pot considerar-se la utilització compartida de memòries, però així i tot hi ha diversos problemes que caldrà tenir en compte. En la majoria dels casos, la pràctica més aconsellable seria mantenir separats els procediments del proveïdor i distribuir periòdicament a ambdós els arxius de memòria.
Si s'utilitzen memòries compartides, un proveïdor (o, si disposa de recursos especialitzats, el client) haurà de responsabilitzar-se de les memòries. Si aquesta tasca recau sobre un dels proveïdors, recomanem que el segon proveïdor sigui considerat com una subcontracta a l'efecte del procés.

## Els sistemes de memòria de traducció més populars
- OmegaT - Eina de TAO gratuïta i multiplataforma (Linux, Windows, Mac).
- SDL Trados – Proveïdor de programari per ajudar les organitzacions crear i mantenir tot el contingut multilingüe.
- Déjà Vu Arxivat 2009-04-27 a Wayback Machine. – Eina de TM per a Windows. (En anglès)
- Wordfast – Una eina TAO que pot ser usada amb Microsoft Word fàcilment.
- Transit – Un sistema de traducció assitida amb gestor de memòries de traducció, gestor de terminologia i alineador.
- MetaTexis for Word – Una eina TAO gratuïta que pot ser usada amb Microsoft Word.
- Swordfish - Eina de traducció multiplataforma (Windows, Linux i Mac US X) basada en estàndards oberts (XLIFF, TMX, SRX, Unicode).